# (28980) Chowyunfat
(28980) Chowyunfat ist ein im inneren Hauptgürtel gelegener Asteroid. Er wurde am 15. Juni 2001 vom kanadischen Astronomen Hongkonger Herkunft William Kwong Yu Yeung am Desert Beaver Observatorium (IAU-Code 919) in der Nähe von Eloy, Arizona entdeckt. Sichtungen des Asteroiden hatte es vorher schon unter der vorläufigen Bezeichnung 1993 DA2 am 26. Februar und 3. März 1993 an der auf dem Kitt Peak gelegenen Außenstation des Steward Observatory gegeben.
Mittlere Sonnenentfernung (große Halbachse), Exzentrizität und Neigung der Bahnebene von (28980) Chowyunfat ähneln grob den Bahndaten der Mitglieder der Flora-Familie, einer großen Gruppe von Asteroiden, die nach (8) Flora benannt ist. Asteroiden der Flora-Familie bewegen sich in einer Bahnresonanz von 4:9 mit dem Planeten Mars um die Sonne. Die Gruppe wird auch Ariadne-Familie genannt nach dem Asteroiden (43) Ariadne.
Nach der SMASS-Klassifikation (Small Main-Belt Asteroid Spectroscopic Survey) wurde bei einer spektroskopischen Untersuchung von Gianluca Masi, Sergio Foglia und Richard P. Binzel bei einer Unterteilung aller untersuchten Asteroiden in C-, S- und V-Typen (28980) Chowyunfat den C-Asteroiden zugeordnet.

## Benennung
(28980) Chowyunfat wurde am 29. Mai 2018 nach dem Hongkong-chinesischen Schauspieler Chow Yun-fat (* 1955) benannt. In der Widmung hervorgehoben wurde seine Rolle als Sao Feng in dem Film Pirates of the Caribbean – Am Ende der Welt aus dem Jahre 2007 sowie sein dreimaliges Gewinnen des Hong Kong Film Awards in der Kategorie „Schauspieler“.